# Libertina Amathila

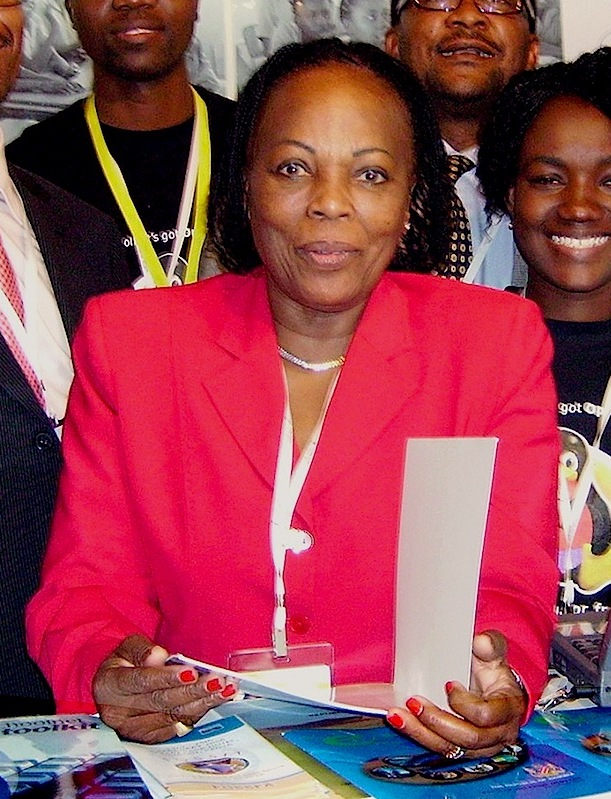
Libertina Amathila (2005)

Libertina Inaaviposa Amathila (* 10. Dezember 1940 in Fransfontein, Südwestafrika als Libertina Inaaviposa Appolus) ist eine namibische Politikerin der SWAPO. Sie war von März 2005 bis März 2010 Vizepremierministerin Namibias und hatte davor verschiedene Ministerposten inne.

## Bildung und Werdegang
Amathila besuchte von 1946 bis 1955 die lutherische Missionsschule in Fransfontein und danach die Grundschule in Otjiwarongo. Höhere Schulen besuchte sie in Okahandja und Kapstadt (Südafrika).
1962 ging Amathila ins Exil nach Polen. Hier studierte sie von 1963 bis 1969 auf Einladung der polnischen Regierung Medizin. Sie war die erste afrikanische Frau, die das Medizinstudium in Polen erfolgreich absolvierte. Zwischen 1971 und 1972 studierte Amathila in London Ernährungswissenschaften, ehe sie 1975 die Arbeit als Ärztin in Schweden aufnahm und gleichzeitig Pädiatrie studierte. Sie unterbrach das Studium, um in Namibia, Sambia und Südafrika Flüchtlingen des südafrikanischen Apartheidsystems zu helfen.
Im Jahr 1983 erhielt Amathila ein Diplom in Epidemiologie der Universität von Bamako (Mali). 1992 erhielt sie ein Zertifikat für Weiterbildung der Universität von Südafrika und im darauffolgenden Jahr der Columbia University.

## Politische Karriere
Von 1974 bis 1989 war Amathila Repräsentantin der SWAPO bei der Weltgesundheitsorganisation. 1999–2000 war sie Vorsitzende der Weltgesundheitsorganisation in Afrika und im Folgejahr Präsidentin des Weltgesundheitsrates.
Am 21. März 1990 wurde Amathila Regionalministerin Namibias, ehe sie 1996 das Amt der Gesundheits- und Sozialministerin übernahm. Von 2006 bis 2010 war sie die Vizepremierministerin des Landes.

## Privates
Amathila ist mit dem Politiker und ehemaligen Handels- und Industrie- sowie Kommunikationsminister Ben Amathila verheiratet.

## Auszeichnungen und Ehrungen
Sie erhielt 1987 mit der „Omugulu-gOmbashe Medal for Bravery and Long Service“ die höchste Auszeichnung der SWAPO. 1991 wurde ihr der südafrikanische „Woman of the Year Award“ ebenso wie der Nansen-Flüchtlingspreis verliehen.
Zudem wurden Straßen in zahlreichen Städten Namibias nach Libertina Amathila benannt.

## Literarische Werke
- Libertina Amathila: Making a Difference, University of Namibia Press, Windhoek 2013, ISBN 978-99916-870-8-7.